# Nordkorea i olympiska sommarspelen 2016
Nordkorea deltog med 31 deltagare vid de olympiska sommarspelen 2016 i Rio de Janeiro. Totalt tog landet sju medaljer varav två guld.

## Medaljörer
| Medalj | Namn          | Sport         | Gren                  | Datum           |
| ------ | ------------- | ------------- | --------------------- | --------------- |
| Guld   | Rim Jong-sim  | Tyngdlyftning | Damernas 75 kg        | 12 augusti 2016 |
| Guld   | Ri Se-gwang   | Gymnastik     | Herrarnas hopp        | 15 augusti 2016 |
| Silver | Om Yun-chol   | Tyngdlyftning | Herrarnas 56 kg       | 7 augusti 2016  |
| Silver | Choe Hyo-sim  | Tyngdlyftning | Damernas 63 kg        | 9 augusti 2016  |
| Silver | Kim Kuk-hyang | Tyngdlyftning | Damernas +75 kg       | 14 augusti 2016 |
| Brons  | Kim Song-guk  | Skytte        | Herrarnas 50 m pistol | 10 augusti 2016 |
| Brons  | Kim Song-i    | Bordtennis    | Damsingel             | 10 augusti 2016 |

## Bordtennis
| Spelare                             | Gren      | Inledande omgång     | Omgång 1             | Omgång 2               | Omgång 3             | Åttondelsfinal       | Kvartsfinal          | Semifinal            | Final / BM           | Final / BM       |
| Spelare                             | Gren      | Motståndare Resultat | Motståndare Resultat | Motståndare Resultat   | Motståndare Resultat | Motståndare Resultat | Motståndare Resultat | Motståndare Resultat | Motståndare Resultat | Placering        |
| ----------------------------------- | --------- | -------------------- | -------------------- | ---------------------- | -------------------- | -------------------- | -------------------- | -------------------- | -------------------- | ---------------- |
| Kim Song-i                          | Damsingel | Bye                  | Bye                  | Grzybowska (POL) W 4–0 | Ishikawa (JPN) W 4–3 | Chen S-y (TPE) W 4–2 | Yu My (SIN) W 4–2    | Ding N (CHN) L 1–4   | Fukuhara (JPN) W 4–1 | 3                |
| Ri Myong-sun                        | Damsingel | Bye                  | Bye                  | Lovas (HUN) W 4–1      | Solja (GER) W 4–0    | Fukuhara (JPN) L 0–4 | Gick inte vidare     | Gick inte vidare     | Gick inte vidare     | Gick inte vidare |
| Kim Song-i Ri Mi-gyong Ri Myong-sun | Damlag    | i.u.                 | i.u.                 | i.u.                   | i.u.                 | Australien W 3–0     | Kina L 0–3           | Gick inte vidare     | Gick inte vidare     | Gick inte vidare |

## Brottning
Förkortningar:
- VT – Vinst genom fall.
- PP – Beslut efter poäng – förloraren fick tekniska poäng.
- PO – Beslut efter poäng – förloraren fick inte tekniska poäng.
- ST – Teknisk överlägsenhet – förloraren utan tekniska poäng och en marginal med minst 8 (grekisk-romersk stil) eller 10 (fristil) poäng.

Herrar, grekisk-romersk stil
| Brottare     | Gren             | Kvalomgång           | Omgång 1               | Kvartsfinal               | Semifinal            | Återkval 1           | Återkval 2           | Final / BM           | Final / BM |
| Brottare     | Gren             | Motståndare Resultat | Motståndare Resultat   | Motståndare Resultat      | Motståndare Resultat | Motståndare Resultat | Motståndare Resultat | Motståndare Resultat | Placering  |
| ------------ | ---------------- | -------------------- | ---------------------- | ------------------------- | -------------------- | -------------------- | -------------------- | -------------------- | ---------- |
| Yun Won-chol | Fjädervikt -59kg | Bye                  | Mahmoud (EGY) W 3–1 PP | Tasmuradov (UZB) L 0–4 ST | Gick inte vidare     | Gick inte vidare     | Gick inte vidare     | Gick inte vidare     | 10         |

Herrar, fristil
| Brottare      | Gren             | Kvalomgång             | Omgång 1             | Kvartsfinal          | Semifinal            | Återkval 1              | Återkval 2           | Final / BM           | Final / BM |
| Brottare      | Gren             | Motståndare Resultat   | Motståndare Resultat | Motståndare Resultat | Motståndare Resultat | Motståndare Resultat    | Motståndare Resultat | Motståndare Resultat | Placering  |
| ------------- | ---------------- | ---------------------- | -------------------- | -------------------- | -------------------- | ----------------------- | -------------------- | -------------------- | ---------- |
| Yang Kyong-il | Fjädervikt -57kg | Higuchi (JPN) L 1–4 SP | Gick inte vidare     | Gick inte vidare     | Gick inte vidare     | Latjinau (BLR) W 3–1 PP | Bonne (CUB) L 1–4 SP | Gick inte vidare     | 8          |

Damer, fristil
| Brottare       | Gren             | Kvalomgång               | Omgång 1             | Kvartsfinal             | Semifinal            | Återkval 1           | Återkval 2              | Final / BM           | Final / BM |
| Brottare       | Gren             | Motståndare Resultat     | Motståndare Resultat | Motståndare Resultat    | Motståndare Resultat | Motståndare Resultat | Motståndare Resultat    | Motståndare Resultat | Placering  |
| -------------- | ---------------- | ------------------------ | -------------------- | ----------------------- | -------------------- | -------------------- | ----------------------- | -------------------- | ---------- |
| Kim Hyon-gyong | Flugvikt -48kg   | Dadasjeva (RUS) L 1–3 PP | Gick inte vidare     | Gick inte vidare        | Gick inte vidare     | Gick inte vidare     | Gick inte vidare        | Gick inte vidare     | 13         |
| Jong Myong-suk | Fjädervikt -53kg | Gallays (CAN) W 4–0 ST   | Gün (TUR) W 4–0 ST   | Maroulis (USA) L 1–3 PP | Gick inte vidare     | Bye                  | Zhong Xc (CHN) L 1–3 PP | Gick inte vidare     | 7          |

## Bågskytte
| Bågskytt   | Gren                          | Rankningsomgång | Rankningsomgång | Omgång 1            | Omgång 2              | Omgång 3              | Kvartsfinal       | Semifinal         | Final / BM        | Final / BM       |
| Bågskytt   | Gren                          | Poäng           | Seed            | Motståndare Poäng   | Motståndare Poäng     | Motståndare Poäng     | Motståndare Poäng | Motståndare Poäng | Motståndare Poäng | Placering        |
| ---------- | ----------------------------- | --------------- | --------------- | ------------------- | --------------------- | --------------------- | ----------------- | ----------------- | ----------------- | ---------------- |
| Kang Un-ju | Damernas individuella tävling | 643             | 15              | Nikitin (BRA) W 6–0 | Bjerendal (SWE) W 6–2 | Chang H-j (KOR) L 2–6 | Gick inte vidare  | Gick inte vidare  | Gick inte vidare  | Gick inte vidare |

## Friidrott
Förkortningar
- Notera– Placeringar avser endast det specifika heatet.
- Q = Tog sig vidare till nästa omgång
- q = Tog sig vidare till nästa omgång som den snabbaste förloraren eller, i fältgrenarna, genom placering utan att nå kvalgränsen
- NR = Nationellt rekord
- N/A = Omgången fanns inte i grenen
- Bye = Idrottaren behövde inte tävla i omgången

Bana och väg
| Idrottare            | Gren              | Final    | Final     |
| Idrottare            | Gren              | Resultat | Placering |
| -------------------- | ----------------- | -------- | --------- |
| align=left\|Pak Chol | Herrarnas maraton | 2:15:27  | 27        |
| Kim Hye-gyong        | Damernas maraton  | 2:28:36  | 11        |
| Kim Hye-song         | Damernas maraton  | 2:28:36  | 10        |
| Kim Kum-ok           | Damernas maraton  | 2:38:24  | 49        |

## Gymnastik

### Artistisk
Herrar
| Gymnast     | Gren | Kval    | Kval    | Kval    | Kval    | Kval    | Kval    | Kval   | Kval      | Final   | Final   | Final   | Final   | Final   | Final   | Final  | Final     |
| Gymnast     | Gren | Redskap | Redskap | Redskap | Redskap | Redskap | Redskap | Totalt | Placering | Redskap | Redskap | Redskap | Redskap | Redskap | Redskap | Totalt | Placerint |
| Gymnast     | Gren | F       | PH      | R       | V       | PB      | HB      | Totalt | Placering | F       | PH      | R       | V       | PB      | HB      | Totalt | Placerint |
| ----------- | ---- | ------- | ------- | ------- | ------- | ------- | ------- | ------ | --------- | ------- | ------- | ------- | ------- | ------- | ------- | ------ | --------- |
| Ri Se-gwang | Hopp | i.u.    | i.u.    | i.u.    | 15,433  | i.u.    | i.u.    | 15,433 | 1 Q       | i.u.    | i.u.    | i.u.    | 15,691  | i.u.    | i.u.    | 15,691 | 1         |

Damer
| Gymnast      | Gren       | Kval    | Kval    | Kval    | Kval    | Kval   | Kval      | Final            | Final            | Final            | Final            | Final            | Final            |
| Gymnast      | Gren       | Redskap | Redskap | Redskap | Redskap | Totalt | Placering | Redskap          | Redskap          | Redskap          | Redskap          | Totalt           | Placering        |
| Gymnast      | Gren       | V       | UB      | BB      | F       | Totalt | Placering | V                | UB               | BB               | F                | Totalt           | Placering        |
| ------------ | ---------- | ------- | ------- | ------- | ------- | ------ | --------- | ---------------- | ---------------- | ---------------- | ---------------- | ---------------- | ---------------- |
| Hong Un-jong | Hopp       | 15,683  | i.u.    | i.u.    | i.u.    | 15,683 | 2 Q       | 14,900           | i.u.             | i.u.             | i.u.             | 14,900           | 6                |
| Hong Un-jong | Fristående | i.u.    | i.u.    | i.u.    | 12,533  | 12,533 | 71        | Gick inte vidare | Gick inte vidare | Gick inte vidare | Gick inte vidare | Gick inte vidare | Gick inte vidare |

## Judo
| Idrottare     | Gren                          | Omgång 1               | Omgång 2                | Kvartsfinaler            | Semifinaler          | Återkval             | Final / BM           | Final / BM       |                  |
| Idrottare     | Gren                          | Motståndare Resultat   | Motståndare Resultat    | Motståndare Resultat     | Motståndare Resultat | Motståndare Resultat | Motståndare Resultat | Placering        |                  |
| ------------- | ----------------------------- | ---------------------- | ----------------------- | ------------------------ | -------------------- | -------------------- | -------------------- | ---------------- | ---------------- |
| Hong Kuk-hyon | Herrarnas lättvikt −73kg      | Duprat (FRA) L 000–100 | Gick inte vidare        | Gick inte vidare         | Gick inte vidare     | Gick inte vidare     | Gick inte vidare     | Gick inte vidare | Gick inte vidare |
| Kim Sol-mi    | Damernas extra lättvikt −48kg | i.u.                   | Dolgova (RUS) L 000–001 | Gick inte vidare         | Gick inte vidare     | Gick inte vidare     | Gick inte vidare     | Gick inte vidare | Gick inte vidare |
| Sol Kyong     | Damernas halv tungvikt −78kg  | i.u.                   | Bye                     | Tcheuméo (FRA) L 000–100 | Gick inte vidare     | Gick inte vidare     | Gick inte vidare     | Gick inte vidare | Gick inte vidare |

## Simhopp
| Hoppare                  | Gren                         | Kval   | Kval      | Semifinal        | Semifinal        | Final            | Final            |
| Hoppare                  | Gren                         | Poäng  | Placering | Poäng            | Placering        | Poäng            | Placering        |
| ------------------------ | ---------------------------- | ------ | --------- | ---------------- | ---------------- | ---------------- | ---------------- |
| Kim Kuk-hyang            | Damernas 10 m                | 263,20 | 25        | Gick inte vidare | Gick inte vidare | Gick inte vidare | Gick inte vidare |
| Kim Un-hyang             | Damernas 10 m                | 289,45 | 18 Q      | 343,70           | 5 Q              | 357,90           | 7                |
| Kim Kuk-hyang Kim Mi-rae | Damernas synkroniserade 10 m | i.u.   | i.u.      | i.u.             | i.u.             | 322,44           | 4                |